# Giovanni Domenico Zucchinetti
Giovanni Domenico Zucchinetti (1735- sau 1801) là một nghệ sĩ organ người Ý. Ông là em trai của nhà soạn nhạc Giovanni Bernardo Zucchinetti. Ông đã tiếp nối công việc nghệ sĩ organ của anh trai mình tại các nhà thờ chính tòa Varese và Monza. Giọng nữ trầm Giuseppina Grassini là một trong các học viên tiêu biểu của ông.